# IL Runar Sandefjord
IL Runar Sandefjord ist ein norwegischer Sportverein aus Haukerød in Sandefjord. Es gibt Abteilungen für Leichtathletik, Handball, Fußball und Langlauf.

## Handball
Die Handballmannschaft der Männer spielt derzeit in der ersten Liga des norwegischen Handballs. Runar gewann die höchste Liga in den Spielzeiten 1993–94, 1994–95, 1995–96 und 1999–00. Sie gewannen 1998 auch das Limburgse Handbal Dagen und besiegten Sporting Toulouse mit 29:28 im Finale.